# William Jardine (natuurwetenschapper)
William Jardine, 7de Baronet of Applegarth (Edinburgh, 23 februari 1800 — Sandown, 21 november 1874) was een Schots natuuronderzoeker, zoöloog (vooral ornitholoog) en redacteur van dierkundige publicaties.
Jardine was de redacteur van The Naturalist's Library, een serie boeken die bij alle rangen en standen van het victoriaans tijdperk populair was. In deze uit 40 delen bestaande serie worden onder andere behandeld: vogels (14 delen), zoogdieren (13 delen), insecten (7 delen) en vissen (6 delen). Iedere diergroep werd door een bekende specialist verzorgd.
Verder was hij de redacteur van onder andere een editie van Gilbert White's The Natural History of Selborne, Illustrations of Ornithology (1825–43) en een goedkope editie van Alexander Wilson's Birds of America. Hij was ook de auteur van The Ichnology of Annandale or illustrations of footmarks impressed on the New Red Sandstone of Corncockle Muir (1853).
Jardine was (meestal samen met Prideaux John Selby) de auteur van 8 geslachten en 49 soorten vogels die anno 2023 op de IOC World Bird List als zodanig erkend worden.
- Bibliothèque nationale de France: cb14593530g (data)
- Stuttgart Database of Scientific Illustrators 1450–1950: 4082
- Gemeinsame Normdatei: 117612006
- International Standard Name Identifier: 0000 0000 8097 0488
- Library of Congress Control Number: n83828422
- Nationale Bibliotheek van Tsjechië: hka2012691972
- Nationale bibliotheek van Australië: 35125837
- Nationale Bibliotheek van Israël: 987007277222305171
- Nederlandse Thesaurus van Auteursnamen: 152780920
- LIBRIS: 317054
- SNAC: w6sn0tjm
- Système universitaire de documentation: 061649570
- Trove: 834063
- Virtual International Authority File: 17471539
- WorldCat: E39PBJrWB44pPXRGMkyvPMwgrq